# Stráž (Krkonošské podhůří, 782 m)
Stráž (také Strážník, německy Wachstein) (782 m n. m.) je kopec náležící z geomorfologického hlediska do Krkonošského podhůří. Leží nad širokým údolím Huťského potoka, v němž je zástavba Rokytnice nad Jizerou, z druhé strany spadá masív kopce do údolí Františkovského potoka. Nachází se na území Rokytnice nad Jizerou. Na jižním úbočí se rozkládají Končiny, část města Jablonec nad Jizerou.

## Název
Název kopce pochází od slovesa strážit; na kopci bývalo strážné stanoviště, které mělo varovat české země před příchodem nájezdníků ze severu. Kromě varianty Stráž se používá také název Strážník. Němci používali pojmenování Wachtberg se stejnou motivací.

## Turistika
Vrchol je přístupný po odbočce z červené turistické značky vedoucí z Vysokého nad Jizerou přes Jablonec nad Jizerou na Dvoračky a pramen Labe. Z vrcholu se naskýtá pěkný výhled na Rokytnici nad Jizerou, Paseky nad Jizerou, Lysou horu, Kotel a některé další krkonošské hory. V roce 2021 byl na vrcholu a v jeho bezprostředním okolí otevřen komplex pěti vyhlídkových plošin. Nedaleko pod vrcholem se nachází horský hotel Na Stráži.